# Joik
Um joik ou yoik (também referido como luohti, vuolle, vuelie, ou juoiggus nas línguas Sámi) é uma forma vocal tradicional na música Sámi pertencente ao povo Sámi de Sapmi no norte da Europa. Um cantor de joik é chamado joikaaja (em finlandês),  joiker (em norueguês) ou jojkare (em sueco). Inicialmente, o joik referia-se a apenas um dos vários estilos de canto Sámi, mas em inglês a palavra tende a abranger os diferentes tipos de canto tradicional Sámi. Como forma de arte, cada joik pretende refletir ou evocar uma pessoa, animal ou lugar que existe ou invocar memórias e joiks de antepassados ou histórias e paisagens do passado.
O som do joik é comparável aos cantos tradicionais dalgumas culturas nativas americanas e partilha também características comuns às culturas xamânicas da Sibéria, que imitam sons da natureza.